# O Popular
O Popular é um jornal impresso e on-line de circulação no estado de Goiás. É o segundo maior da região metropolitana de Goiânia, perdendo apenas para o Jornal Daqui, do mesmo grupo. Fundada pelo Grupo Jaime Câmara, o jornal foi o primeiro do grupo a circular em todo estado de Goiás.

## História
O Popular nasceu do sonho de três irmãos à procura de melhores oportunidades no ainda despovoado Centro-Oeste brasileiro. Joaquim Câmara Filho, Jaime Câmara e Vicente Rebouças chegaram à cidade de Goiás, antiga capital do Estado, vindos do município de Jardim dos Angicos, atualmente João Câmara, no Rio Grande do Norte, no início da década de 1930. Naquela época, o estado de Goiás começava a sentir os ares do progresso, com a política de Getúlio Vargas de estimular o povoamento do interior do País – conhecido como a Marcha para o Oeste.
O início da construção de Goiânia, em 1933, acabou se constituindo no maior marco do processo de ocupação da região. Os irmãos Câmara estavam entre os pioneiros que acreditaram na nova capital. Em 1937, transferiram-se para Goiânia e instalaram a recém-fundada J. Câmara & Irmãos S/A. O prédio da Avenida Goiás, nº 345 ficou pronto no ano seguinte. Era uma das primeiras obras da cidade e, rapidamente, tornou-se ponto de referência da nova capital. Nesse cenário nasceu o projeto de impressão de um jornal voltado para a comunidade goianiense.
A primeira edição do jornal chegou às ruas no dia 3 de abril de 1938, sob a direção de Joaquim Câmara Filho, Vicente Rebouças Câmara e Jaime Câmara. O primeiro número teve quatro páginas e foi vendido ao preço de 500 réis. Hoje, O Popular está entre os veículos de comunicação mais influentes de Goiás.

## Prêmios
Associação Nacional de Jornais (ANJ)
- 2010: ganhou o prêmio "Jornalismo em Recursos Humanos"[4]

Prêmio ExxonMobil de Jornalismo (Esso)
- 2004: ganhou o Esso de Informação Científica, Tecnológica e Ecológica, concedido a Marília Assunção, pela reportagem "Câncer Afeta 18 Vizinhos do Césio"[5]